# 광석중학교
광석중학교(光石中學校)는 대한민국 충청남도 논산시 광석면 천동리에 있는 공립 중학교이다.

## 학교 연혁
- 1985년 5월 1일 : 광석중학교 설립인가 승인
- 1986년 4월 14일 : 광석중학교 설립인가(9학급)
- 1987년 3월 5일 : 제1회 입학식
- 1987년 5월 4일 : 개교
- 2022년 3월 1일 : 제15대 김부병 교장 부임
- 2024년 3월 4일 : 입학식(20명)
- 2025년 2월 7일 : 제36회 졸업식(연1708명)
- 2025년 3월 4일 : 입학식(17명)

## 참고 자료
- 광석중학교 - 한국교육학술정보원 학교알리미